# Newington (Georgia)
Newington es un pueblo ubicado en el condado de Screven en el estado estadounidense de Georgia. En el censo de 2000, su población era de 322.

## Demografía
En el 2000 la renta per cápita promedia del hogar era de $22,750, y el ingreso promedio para una familia era de $23,125. El ingreso per cápita para la localidad era de $11,326. Los hombres tenían un ingreso per cápita de $27,917 contra $19,000 para las mujeres.

## Geografía
Newington se encuentra ubicado en las coordenadas 32°35′21″N 81°30′16″O / 32.58917, -81.50444 (32.589085, -81.504460).
Según la Oficina del Censo, la localidad tiene un área total de 2,1 km² (0,8 mi²), de la cual 2,1 km² (0,8 mi²) es tierra y 0 km² (0 mi²) (0.00%) es agua.